# Participation mystique
Participation mystique (no francês), ou participação mística (em português) é um conceito criado pelo antropólogo francês Lucien Lévy-Bruhl, que identificou o fenômeno em povos primitivos. Trata-se, nas palavras de Carl Gustav Jung, de "uma espécie singular de vinculação com o objeto", vinculação através da qual o sujeito não consegue se diferenciar com clareza do objeto.
Conforme Jung, a participation mystique ocorria com mais frequência nos povos primitivos do que nos "civilizados". Nestes, ocorre principalmente entre duas pessoas, e mais raramente entre uma pessoa e um objeto. A participação mística com outra pessoa é um caso de transferência.